# Escuts i banderes de la Safor
Els escuts i banderes de la Safor són el conjunt de símbols que representen els municipis d'aquesta comarca.
En aquest article s'hi inclouen els escuts i les banderes oficialitzats per la Generalitat Valenciana i els que se van aprovar per l'administració de l'Estat abans de les transferències a la Generalitat Valenciana, així com altres que no han estat oficialitzats.

## Escuts oficials

Escut d'Ador Aprovat el 22 de maig de 1992.
Escut d'Alfauir Aprovat el 21 de maig de 1998.
Escut d'Almiserà Aprovat el 31 de març de 1995.
Escut d'Almoines Aprovat el 7 de novembre de 1980,[4] modificat el 4 de setembre de 2003.
Escut de l'Alqueria de la Comtessa Aprovat el 30 de novembre de 1999.
Escut de Barx[a] Aprovat el 6 de novembre de 1987.
Escut de Bellreguard Aprovat el 1r d'abril de 2019.
Escut de Beniarjó Aprovat el 7 de setembre de 1994.
Escut de Benifairó de la Valldigna[a] Aprovat el 12 de febrer de 1959.
Escut de Beniflà Aprovat el 26 de març de 2012.
Escut de Benirredrà Aprovat el 29 de setembre de 2005.
Escut de Castellonet de la Conquesta Aprovat el 5 de març de 1993.
Escut de Daimús Aprovat el 22 de març, de 1994.
Escut de la Font d'en Carròs Aprovat el 14 d'octubre de 1978.
Escut de Gandia Aprovat el 12 de juny de 1997.
Escut de Guardamar de la Safor Aprovat el 21 de novembre de 2003.
Escut de Llocnou de Sant Jeroni Aprovat el 6 de setembre de 1994.
Escut de Miramar Aprovat el 26 de febrer de 1992.
Escut d'Oliva Aprovat el 27 de febrer de 1995.
Escut de Palma de Gandia Aprovat el 15 de juny de 2001.
Escut de Palmera Aprovat el 1r de juliol de 2003.
Escut de Piles Aprovat el 10 de febrer de 2011.
Escut de Potries Aprovat el 26 de maig de 2006.
Escut de Rafelcofer Aprovat el 25 de juny de 2012.
Escut de Ròtova Aprovat el 3 d'abril de 1956.
Escut de Simat de la Valldigna Aprovat el 2 d'abril de 1959.
Escut de Tavernes de la Valldigna Modificat el 6 d'agost de 1993.
Escut de Xeresa Aprovat el 7 de març de 2001.

Notes
1. 1 2  L'escut usat per l'ajuntament presenta diferències amb el blasonament oficial. Per a més informació vegeu l'article sobre l'escut corresponent.

## Escuts sense oficialitzar

Escut del Real de Gandia
Escut de Vilallonga
Escut de Xeraco

## Banderes oficials

Bandera d'Ador Aprovada el 29 de juny de 1992.
Bandera d'Alfauir Aprovada el 28 de setembre de 2001.
Bandera de l'Alqueria de la Comtessa Aprovada el 31 de gener de 2019.
Bandera de Beniflà Aprovada el 18 de gener de 2016.
Bandera de Gandia Aprovada el 1r de juny de 2010.
Bandera de Llocnou de Sant Jeroni Aprovada el 5 de juliol de 2017.
Bandera de Miramar Aprovada el 28 de juliol de 1992.
Bandera d'Oliva Aprovada el 12 de juny de 1997.
Bandera de Ròtova Aprovada el 22 de juny de 2009.
Bandera de Tavernes de la Valldigna Aprovada el 22 de juny de 2001.